# Tisa Farrow
Theresa (Tisa) Magdalena Farrow, född 22 juli 1951 i Los Angeles, Kalifornien, död 10 januari 2024 i Rutland, Vermont, var en amerikansk skådespelare. Hon var dotter till regissören John Farrow och skådespelaren Maureen O’Sullivan samt syster till bland andra Mia Farrow och Prudence Farrow. 
Farrow filmdebuterade i filmen Homer (1970) och medverkade i ett drygt dussintal filmer. Hon är idag mest känd för, förutom för sin familj, sin medverkan i en rad italienska skräckfilmer, såsom Lucio Fulcis Zombie Flesh-Eaters (1979) och Joe D'Amatos Antropophagus (1980). Hon slutade inom filmen på 1980-talet och arbetade sedan som sjuksköterska.

## Filmografi
- 1980 – Antropophagus
- 1980 – Djungelmassakern
- 1979 – Zombie Flesh-Eaters
- 1979 – Winter Kills
- 1979 – Manhattan
- 1979 – The Ordeal of Patty Hearst
- 1979 – Search and Destroy
- 1978 – The Initiation of Sarah
- 1978 – Fingers
- 1976 – A Special Magnum for Tony Saitta
- 1974 – Only God Knows
- 1973 – Some Call It Loving
- 1972 – Med döden i hälarna
- 1970 – Homer